# Carlos Alberto Valencia
Carlos Alberto Valencia Paredes (Florida, Colombia, 28 de abril de 1989) es un exfutbolista colombiano. Jugaba como defensa y se retiró en el Independiente Medellín de Colombia.

## Trayectoria

### Inicios
Fue detectado y formado por José Luis Cruz popularmente conocido como "El Tucumánano", (exfutbolista colombo-argentino) que representa a jugadores en varios países de Sudamérica. Bajo su gestión es presentado a los cazatalentos del River Plate, siendo dirigido por Daniel Onega pasando las pruebas y fichando de este modo con el equipo 'millonario'.

### River Plate y cesiones
Desde los 16 años estuvo en el River Plate argentino, donde hizo su debut como jugador profesional en primera división con tan solo 18 años, jugó dos partidos con el equipo profesional y tuvo como compañeros a jugadores como Falcao García y Alexis Sánchez.
En 2008, después de varias ofertas del exterior, pasó al fútbol francés para jugar en el Dijon FCO, posteriormente llegó a Estudiantes de la Plata, donde fue dirigido por quien fuera director técnico de la selección argentina, Alejandro Sabella, que lo promocionó de las Reservas y lo llevó al plantel profesional, haciendo su debut el 5 de julio de 2009 contra River Plate. 
Marcó su primer gol como profesional el 18 de mayo de 2009 ante el Independiente De Avellaneda.
En el segundo semestre de 2009, fue cedido a préstamo al Godoy Cruz, donde realizó un aceptable torneo.

### Sportivo Luqueño
Para el 2010 fue fichado para el Sportivo Luqueño, para jugar en la primera división del fútbol Paraguayo siendo su tercer país en su ficha deportiva, allí tiene una destacada actuación y se consolida como pieza fundamental del equipo, anota en el juego el 16 de mayo de 2010 contra Sportivo Trinidense.

### Portimonense
Para el segundo semestre del 2010 se convierte en jugador del Portimonense de la primera División del fútbol Portugués.

### Deportivo Cali
En el 2011 sería su primera experiencia en su país natal, para llegar a uno de los clubes más importantes de Colombia el Deportivo Cali, tuvo su primer juego el 30 de marzo de 2011 por la Copa Colombia.

### Chacarita Juniors
Su más reciente club en el fútbol argentino, fue el Chacarita Juniors.

### Deportes Copiapó
Por su gran actuación en el segundo semestre del 2013, en enero de 2014 en Deportes Copiapó, fue comprado el 50 % de sus derechos deportivos y económicos. Fue un jugador destacado y figura en chile, varios clubes chilenos y del exterior lo vienen siguiendo por sus grandes actuaciones en partidos claves.

### Independiente Medellín
Pero al final es contratado para jugar el segundo semestre de 2014 con el Independiente Medellín donde militó hasta finales del 2015.

### Millonarios
El 18 de diciembre de 2015 en un comunicado oficial del club lo presentan como nuevo jugador del cuadro embajador. Su debut sería el 10 de marzo por la tercera fecha de la Copa Colombia 2016 en la victoria 2-1 frente a Bogotá FC.

### Jaguares de Chiapas
El 18 de agosto rescinde contrato con Millonarios FC y firma con Jaguares de Chiapas. Debutaría el 20 de agosto jugando 45 minutos en la derrota 3-2 frente a Monarcas Morelia.

## Clubes
| Club                   | País      | Año       |
| ---------------------- | --------- | --------- |
| River Plate            | Argentina | 2007      |
| Dijon                  | Francia   | 2008      |
| Estudiantes            | Argentina | 2009      |
| Godoy Cruz             | Argentina | 2009      |
| Sportivo Luqueño       | Paraguay  | 2010      |
| Portimonense           | Portugal  | 2010      |
| Deportivo Cali         | Colombia  | 2011      |
| Atlético Huila         | Colombia  | 2012      |
| Chacarita Juniors      | Argentina | 2012      |
| Deportes Copiapó       | Chile     | 2013-2014 |
| Independiente Medellín | Colombia  | 2014-2015 |
| Millonarios            | Colombia  | 2016      |
| Jaguares de Chiapas    | México    | 2016      |
| Atlético Bucaramanga   | Colombia  | 2017      |
| Independiente Medellín | Colombia  | 2017      |